# M.Gollahalli, Mulbagal
M.Gollahalli là một làng thuộc tehsil Mulbagal, huyện Kolar, bang Karnataka, Ấn Độ.